# Pristidactylus araucanus
Pristidactylus araucanus — вид ігуаноподібних ящірок родини Leiosauridae. Ендемік Аргентини.

## Поширення і екологія
Pristidactylus araucanus мешкають в горах на заході аргентинських провінцій Неукен і Мендоса. Вони живуть на високогірних луках та на скелястих гірських схилах.